# Julien Clerc avec vous
Albums de Julien Clerc
Olympia 70
(1970) Enregistrement public au Palais des sports
(1977)
Avec vous à l'Olympia est un album live de Julien Clerc sorti en 1974 en double album et réédité en CD en 2009.
Julien Clerc s'y produit du 3 au 21 octobre 1973. C'est la tournée de l'album Julien sorti un mois plus tôt et dont les textes sont tous écrits par Étienne Roda-Gil (à l'exception du titre "Cécile" dont le texte est écrit par Maurice Vallet). Il faudra attendre 1992 et Utile pour retrouver cette collaboration étroite entre Julien Clerc et Étienne Roda-Gil. Sur cet enregistrement public, il y a néanmoins deux titres de Maurice Vallet, le premier grand succès de Julien Clerc Ivanovich et une chanson aimée par les fans Elle a au fond des yeux. Suivra en fin d'année, une tournée au Canada et au début de 1974, Julien Clerc donnera huit concerts au Japon.

## Titres CD
| 18 titres   | 18 titres                           | 18 titres        | 18 titres    | 18 titres  | 18 titres | 18 titres | 18 titres | 18 titres | 18 titres |
| No          | Titre                               | Paroles          | Musique      | Durée      |           |           |           |           |           |
| ----------- | ----------------------------------- | ---------------- | ------------ | ---------- | --------- | --------- | --------- | --------- | --------- |
| 1.          | Poissons morts                      | Étienne Roda-Gil | Julien Clerc | 3 min 08 s |           |           |           |           |           |
| 2.          | La longue épine                     | Étienne Roda-Gil | Julien Clerc | 3 min 22 s |           |           |           |           |           |
| 3.          | Ça fait pleurer le bon dieu         | Étienne Roda-Gil | Julien Clerc | 2 min 20 s |           |           |           |           |           |
| 4.          | Le patineur                         | Étienne Roda-Gil | Julien Clerc | 2 min 40 s |           |           |           |           |           |
| 5.          | Heureux le marin qui nage           | Étienne Roda-Gil | Julien Clerc | 3 min 22 s |           |           |           |           |           |
| 6.          | Cris, tambours et masques de guerre | Étienne Roda-Gil | Julien Clerc | 3 min 46 s |           |           |           |           |           |
| 7.          | Je sais que c'est elle              | Étienne Roda-Gil | Julien Clerc | 3 min 34 s |           |           |           |           |           |
| 8.          | Niagara                             | Étienne Roda-Gil | Julien Clerc | 2 min 56 s |           |           |           |           |           |
| 9.          | Jouez Violons, Sonnez Crécelles     | Étienne Roda-Gil | Julien Clerc | 2 min 26 s |           |           |           |           |           |
| 10.         | Elle a au fond des yeux             | Maurice Vallet   | Julien Clerc | 2 min 32 s |           |           |           |           |           |
| 11.         | La citadelle                        | Étienne Roda-Gil | Julien Clerc | 2 min 42 s |           |           |           |           |           |
| 12.         | Bec de Lièvre                       | Étienne Roda-Gil | Julien Clerc | 3 min 45 s |           |           |           |           |           |
| 13.         | Si on chantait                      | Étienne Roda-Gil | Julien Clerc | 2 min 50 s |           |           |           |           |           |
| 14.         | Yann et les Dauphins                | Étienne Roda-Gil | Julien Clerc | 4 min 12 s |           |           |           |           |           |
| 15.         | Ce n'est rien                       | Étienne Roda-Gil | Julien Clerc | 4 min 15 s |           |           |           |           |           |
| 16.         | Le petit vieillard qui chantait mal | Étienne Roda-Gil | Julien Clerc | 3 min 56 s |           |           |           |           |           |
| 17.         | La cavalerie                        | Étienne Roda-Gil | Julien Clerc | 2 min 32 s |           |           |           |           |           |
| 18.         | Ivanovitch                          | Maurice Vallet   | Julien Clerc | 3 min 02 s |           |           |           |           |           |
| 49 min 06 s |                                     |                  |              |            |           |           |           |           |           |

## Titres 33 tours
| 1. | Poissons morts                      | 3:08 |
| 2. | La longue épine                     | 3:22 |
| 3. | Ça fait pleurer le bon dieu         | 2:20 |
| 4. | Le patineur                         | 2:40 |
| 5. | Heureux le marin qui nage           | 3:22 |
| 6. | Cris, tambours et masques de guerre | 3:46 |
| 7. | Je sais que c'est elle              | 3:34 |
| 8. | Niagara                             | 2:56 |
| 9. | Jouez violons, sonnez crécelles     | 2:26 |

| 1. | Elle a au fond des yeux             | 2:32 |
| 2. | La citadelle                        | 2:42 |
| 3. | Bec de lièvre                       | 3:45 |
| 4. | Si on chantait                      | 2:50 |
| 5. | Yann et les dauphins                | 4:12 |
| 6. | Ce n'est rien                       | 4:15 |
| 7. | Le petit vieillard qui chantait mal | 3:56 |
| 8. | La cavalerie                        | 2:32 |
| 9. | Ivanovitch                          | 3:02 |